# 2960 Ohtaki
2960 Ohtaki (1977 DK3) là một tiểu hành tinh vành đai chính được phát hiện ngày 18 tháng 2 năm 1977 bởi Kiichiro Hurukawa và Hiroki Kosai ở Kiso Station.